# Cameia
Cameia, anteriormente chamado de Lumeje, é uma cidade e município da província do Moxico Leste, em Angola.
O município tem 7 373 km² e cerca de 40 mil habitantes. É limitado a norte pelos municípios de Cazage e Muconda, a leste pelos municípios de Luacano e Lago-Dilolo, a sul pelo município de Cazombo, e a oeste pelos municípios de Lucusse, Léua e Camanongue.
O município é constituído apenas pela comuna-sede, correspondente à cidade de Cameia (ou Lumeje-Cameia).
Anteriormente um município da província de Moxico, em 5 de setembro de 2024 foi transferido para a jurisdição da nova província de Moxico Leste.